# السيخية في بنغلاديش

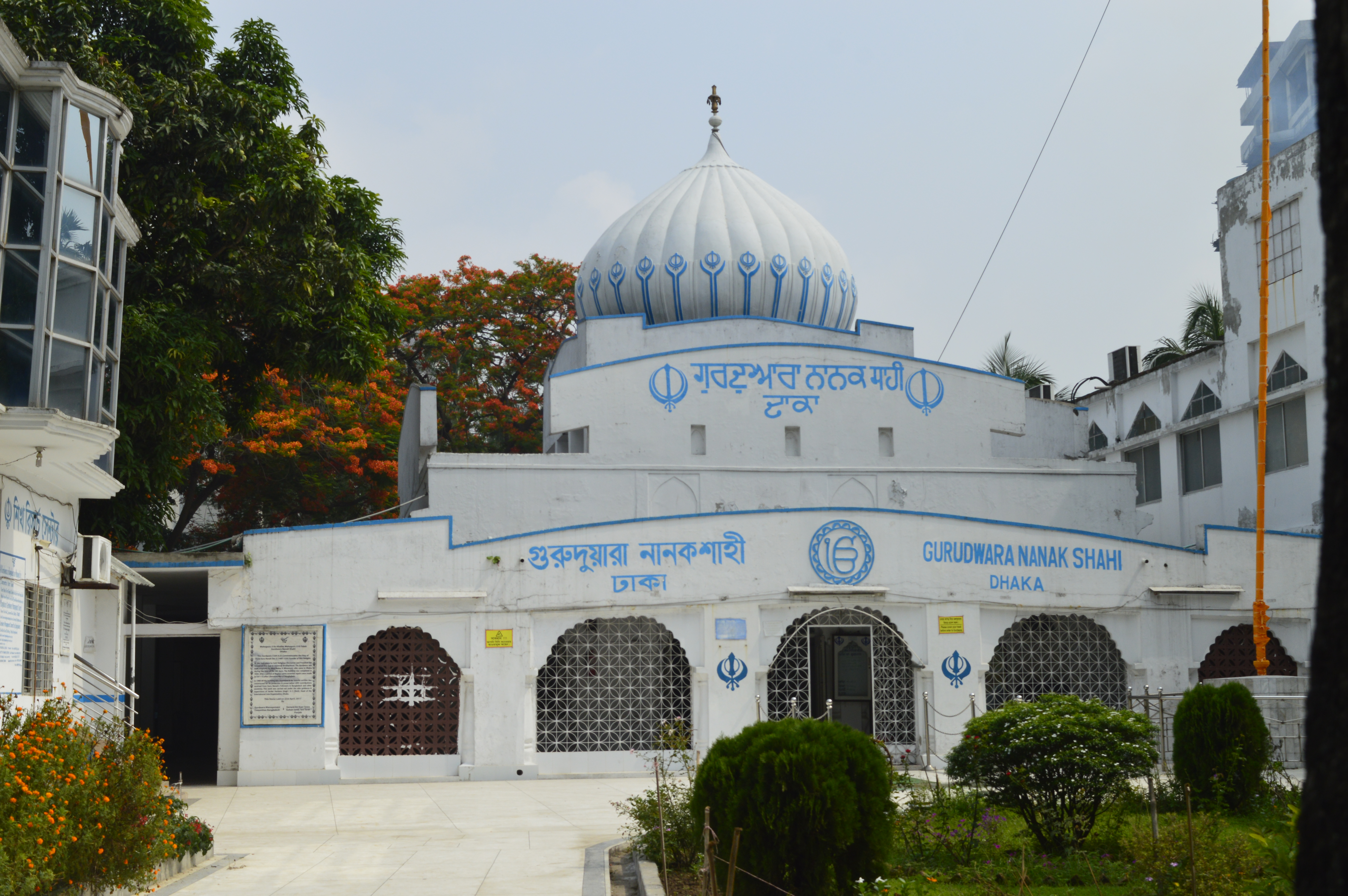
غوردوارا في مدينة دكا.

يعود تاريخ الديانة السيخية في بنغلاديش إلى عام 1504، لكن انخفضت أعداد السيخ بعد تقسيم الهند عام 1947. كان هناك ثمانية عشر غوردوارا تاريخية في بنغلاديش، لكن لم يتبق منهم سوى سبعة. تقدر أعداد السيخ حالياً بحوالي 23,000 شخص.